# Rhantus capensis
Rhantus capensis är en skalbaggsart som först beskrevs av Aubé 1838.  Rhantus capensis ingår i släktet Rhantus och familjen dykare. Inga underarter finns listade i Catalogue of Life.